# Storm Lake
Storm Lake és una població dels Estats Units a l'estat d'Iowa. Segons el cens del 2000 tenia 10.076 habitants.

## Demografia
Segons el cens del 2000, Storm Lake tenia 10.076 habitants, 3.466 habitatges, i 2.207 famílies. La densitat de població era de 972,6 habitants/km².
Dels 3.466 habitatges en un 32,1% hi vivien nens de menys de 18 anys, en un 51,6% hi vivien parelles casades, en un 8,3% dones solteres, i en un 36,3% no eren unitats familiars. En el 29,9% dels habitatges hi vivien persones soles el 14,4% de les quals corresponia a persones de 65 anys o més que vivien soles. El nombre mitjà de persones vivint en cada habitatge era de 2,57 i el nombre mitjà de persones que vivien en cada família era de 3,2.
Per edats la població es repartia de la següent manera: un 24,1% tenia menys de 18 anys, un 18% entre 18 i 24, un 24,9% entre 25 i 44, un 17,1% de 45 a 60 i un 15,9% 65 anys o més.
L'edat mediana era de 32 anys. Per cada 100 dones de 18 o més anys hi havia 96,6 homes.
La renda mediana per habitatge era de 35.270 $ i la renda mediana per família de 42.236 $. Els homes tenien una renda mediana de 27.321 $ mentre que les dones 20.869 $. La renda per capita de la població era de 15.150 $. Entorn del 8% de les famílies i l'11,6% de la població estaven per davall del llindar de pobresa.

## Poblacions més properes
El següent diagrama mostra les poblacions més properes.